# Clube Oriental de Lisboa
El Clube Oriental de Lisboa és un club de futbol de Portugal, de la ciutat de Lisboa. Va ser fundat el 1946 i juga a la Lliga Regional de Lisboa.
L'Oriental va estar 7 temporades jugant en la màxima categoria.

## Història
El Clube Oriental de Lisboa va ser fundar el 8 d'agost de 1946 gràcies a la fusió se tres clubs de futbol: Grupo Desportivo Os Fosforos, Marvilense Futebol Clube i el Chelas Futebole Clube.

### Inicis
Tot va començar amb una entrevista del president d'aquell moment del Chelas Football Club (Rui de Seixas), en una entrevista en el diari Os Sports, va fer públic la idea de crear un únic club que agafes tota la part oriental de Lisboa. La intervenció de Rui de Seixas va portar moltes crítiques.
El prestigiós periodista Artur Inês va publicar un article a la República on confirmava la intenció de fusionar-se els 3 equips de futbol. Els primers en fer declaracions van ser Rui de Seixas i José Marques de Oliveira.
El 31 de juliol de 1946 es van fer unes votacions. La votació va tenir molt recolzament popular i els resultats no podien ser mes clars: la immensa majoria dels socis van votar a favor de la fusió (89% dels vots). El dia següent Diário da República a través d'Artur Inês va informar que el camí per formar el Clube Oriental de Lisboa estava en marxa.
Una setmana després el 8 d'agost de 1946, va néixer el Clube Oriental de Lisboa. La asamblea celebrada en las instal·lacions del Marvilense Futebol Clube, mercat per la fundació del C.O.L.

### Emblema
L'emblema oficial del Club Oriental de Lisboa es remunta a la data de la seva fundació. El club va adoptar com a símbol els elements característics de Marvilense Futebol Clube, Chelas Futebol Clube i Grupo Deportivo “Os Fosforos”.